# Megastigmus tsugaphilus
Megastigmus tsugaphilus är en stekelart som beskrevs av Kamijo 1958. Megastigmus tsugaphilus ingår i släktet Megastigmus och familjen gallglanssteklar. Inga underarter finns listade i Catalogue of Life.